# Пересыпь (район Одессы)
Пере́сыпь [pʲɪˈrɛsɨp] (укр. Пересип) — микрорайон в Одессе, построенный на пересыпи — песчано-ракушечной косе, отделяющей Хаджибейский и Куяльницкий лиманы от Чёрного моря. Это протяжённая, слабо заселённая промышленная зона, растянувшаяся узкой полосой между берегом моря и оросительными полями. Пересыпь отделяет от всего остального города огромный жилмассив Котовского, оставляя для связи с ним лишь две улицы Черноморского Казачества и Атамана Головатого. На начало XXI века численность населения микрорайона составляла около 8 тыс. человек.

## История
История этого района началась в Средние века, когда, задолго до основания Одессы, район этот был дном Чёрного моря, вдававшегося в сушу узкими заливами, ныне превратившимися в Куяльницкий и Хаджибейский лиманы. Принято считать, что в ХІ—XV веках море отступило, когда поднявшийся со дна Одесской банки песок образовал перешеек. Тут пролегали торговые пути, образовывались казачьи хутора.
В 1690-х годах полковник Семён Палий, во главе отряда из 200 казаков, разгромил отряд ногайских татар «на урочище Пересыпе». Тогда из плена были вызволены десятки христиан — включая австрийцев, венгров, валахов.
После разгрома Запорожской Сечи в 1709 году, запорожцы основали здесь станицу Куяльник.
Уже вскоре после своего основания Одесса превратилась в преуспевающий торговый город, через который проходило множество грузов. Рядом со складами и амбарами стали возникать фабрики и мануфактуры. Места не хватало — порт был зажат между морем и горой. Поэтому складские кварталы «шагнули» аж на Пересыпь. Тут же образовались многочисленные мастерские и небольшой посёлок для рабочих.
За пересыпским поселением тянулась огромная пустошь. Даже небольшой ветер вызывал здесь песчаную бурю, которая при случае накрывала Одессу. Поэтому уже в 1831 году новый одесский градоначальник Алексей Лёвшин распорядился посадить здесь 40 тысяч деревьев. Верное решение проблемы появилось у градоначальника не случайно — до назначения в Одессу он трудился в Оренбургской пограничной комиссии и знал о песчаных бурях не понаслышке. Насаждения, занимавшие площадь в 275 га, назвали Лёвшинской плантацией. Здесь произрастали рощи из пирамидальных тополей, вербы, лозы разных пород и тамариска. Это позволило закрепить ползучий ландшафт песчаного моря и прекратить пылевые бури, пронизывавшие город насквозь.

В 1860-е годы лес постепенно свели, а землю начали застраивать промышленными предприятиями и прилегающими к ним жилыми кварталами для рабочей бедноты. В немалой степени способствовало этому и проведение через Пересыпь в 1867 году железной дороги. Район стал важнейшим транспортным узлом Одессы. 

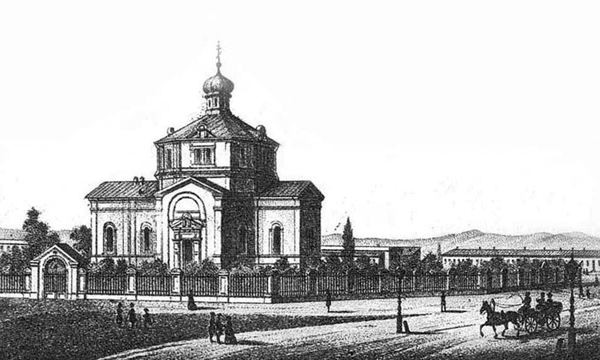
Ярмарочная площадь с Крестовоздвиженской церковью в XIX веке

Уже в конце XIX века на пространстве от Пересыпского моста до Ярмарочной площади функционировали многочисленные заводы, склады и элеваторы. Но больше всего прославил Пересыпь завод сельскохозяйственного оборудования, основанный ещё в 1854 году немецким эмигрантом Иоганном Геном. В начале XX века это было крупнейшее предприятие подобного рода, производившее до 100 тысяч плугов, жнеек, веялок и молотилок.
Жилых домов на Пересыпи было намного больше, чем сейчас. С 1880-х годов начинается сплошная застройка между улицами Черноморского Казачества, Атамана Чепиги и площадью в районе нынешней улицы Николая Гефта. До революции здесь проживало более 25 тысяч человек. По внешнему виду район напоминал Молдаванку и, подобно ей, отмечался преступностью и антисанитарией. Об этом упоминается в песне «Шаланды, полные кефали».
На протяжении 1920—1930-х годов площади под заводами заметно увеличились. Промзона охватила пространство до самого переулка Векслера, а также некоторые жилые кварталы. Был расширен завод сельскохозяйственного машиностроения, построены механический и кабельный заводы.
После распада Советского Союза Пересыпь стала пристанищем мелкого и среднего бизнеса. В цехах заводов и жилых домах разместились сотни магазинов, мастерских, торговых и логистических компаний. Бизнес привлекает низкая цена аренды и близость к центру города.

## Крупнейшие предприятия

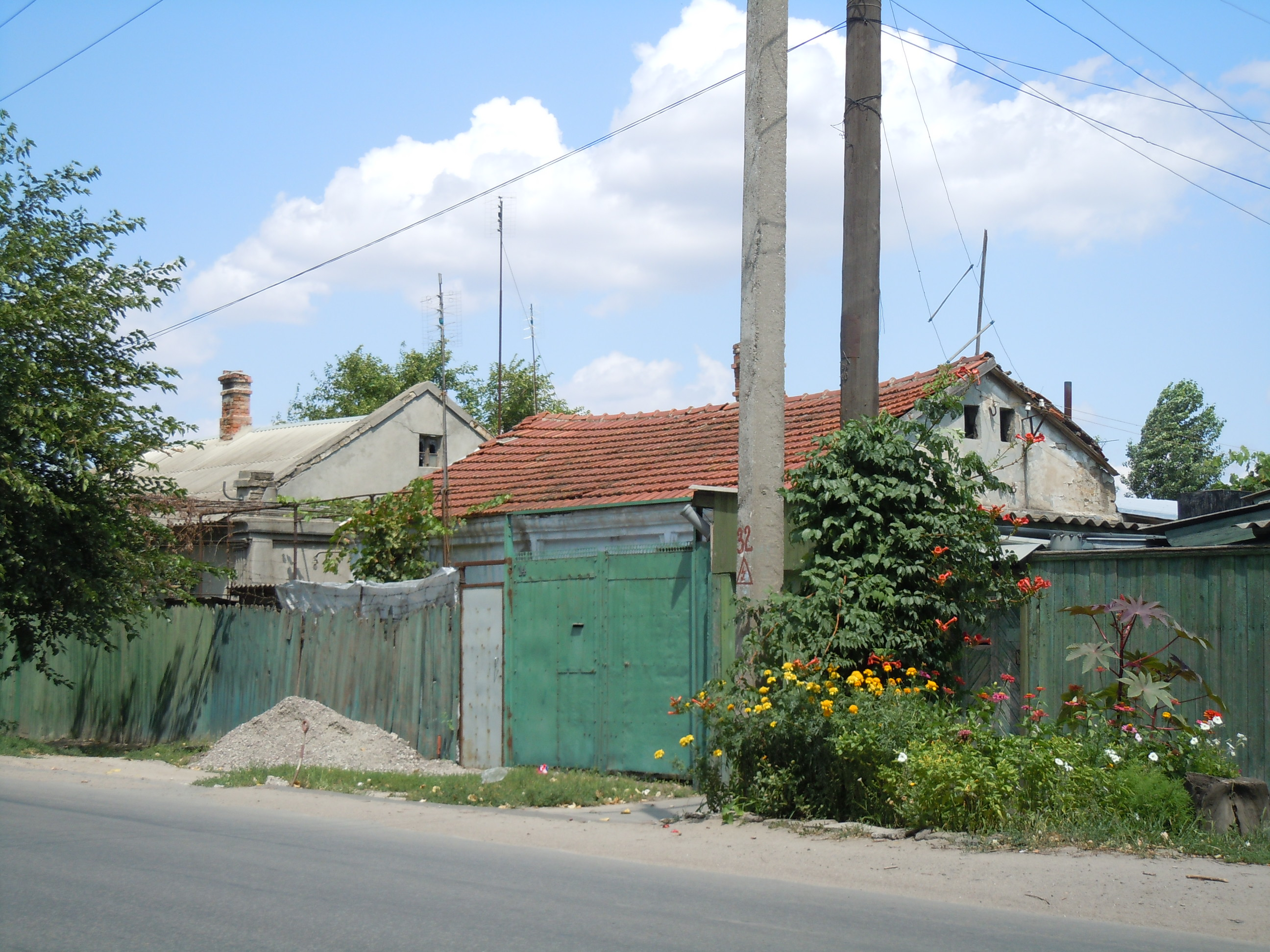
Типичный для Пересыпи пейзаж

- Одесский кабельный завод «Одескабель», ПАО (Николаевская дорога, 144).
- Одесский экспериментальный ремонтно-механический завод, ОАО (Николаевская дорога, 140).
- Завод весового оборудования «Одессапищереммаш», ОАО (Николаевская дорога, 205).
- Одесский завод резиновых технических изделий, ПАО (Николаевская дорога, 124).
- Одесский машиностроительный завод «Красная гвардия», ПАО (улица Черноморского Казачества, 141).
- Завод косточковых и растительных масел, ООО Ава (улица Черноморского Казачества, 137).
- Одесская меховая фабрика, КП (улица Черноморского Казачества, 103).
- Строительно-ремонтный завод «Украина» Одесского морского торгового порта (улица Николая Гефта, 3).
- Одесский зерновой терминал, ПАО (улица Хлебная Гавань, 4).
- Производственное предприятие «Одесский опытный экспериментальный завод» (Газовый переулок, 8).

## Транспорт
- Железнодорожная станция Одесса-Пересыпь.
- Трамвайный маршрут № 1,7.
- Автобусные маршруты № 15, 34, 68, 100, 105а, 110, 130, 140, 141, 143, 144, 151, 155, 166, 170, 177, 190а, 232а, 240, 250.
- Маршрутные такси № 16, 120, 121, 131, 145, 146, 156, 165, 168, 190, 191, 241, 242, 570.